# Cyril Nauth
Cyril Nauth (geboren am 19. Dezember 1981 in Dijon) ist ein französischer Politiker. Seit 2014 ist er Bürgermeister von Mantes-la-Ville.

## Biografie
Cyril Nauth wurde am 19. Dezember 1981 in Dijon geboren.
Er ist Professor für Literaturgeschichte-Geographie an der Berufsoberschule.
Die von ihm geführte Liste gewann bei den Kommunalwahlen 2014 in Mantes-la-Ville am Ende eines Vierkampfes: Mit 61 Stimmen Vorsprung gewann er 30,26 % der abgegebenen Stimmen vor der scheidenden Bürgermeisterin Monique Brochot (PS, 29,35 %), ihrer Vorgängerin Annette Peulvast-Bergeal (verschiedene links, 28,29 %) und Eric Visintainer (verschiedene rechts, 12,09 %).